# 纹茎黄耆
纹茎黄耆（学名：Astragalus sulcatus）是豆科黄芪属的植物。分布于哈萨克斯坦、俄罗斯、西伯利亚以及中国大陆的新疆、甘肃等地，生长于海拔550米至1,800米的地区，一般生长在山沟或农田边缘等处，目前尚未由人工引种栽培。